# REFORGER

Американські танки у Західній Німеччині, вересень 1982 року

REFORGER (скор. від Return of Forces to Germany — англ. Повернення військ до Німеччини) — щорічні навчання НАТО, що проводилися в Європі з 1969 по 1993 рік. Їх основною метою було підтвердження можливостей НАТО у разі початку війни з країнами Варшавського договору швидко розгорнути значні сили в Західній Німеччині.
Навчання почали проводити на регулярній основі після того, як у 1968 році президент США Ліндон Джонсон ухвалив рішення вивести з ФРН 2 американські дивізії (28000 військовослужбовців). Щоб переконати союзників по НАТО в прихильності США своїм зобов'язанням щодо їх збройного захисту, було вирішено щорічно проводити навчання, в ході яких планувалося кожен раз розгортати в Німеччині не менше однієї дивізії. Перші такі навчання були проведені в січні-лютому 1969 і регулярно проводилися до кінця Холодної війни крім 1972 і 1989 роками, а в 1973 році проводилися двічі. Наймасштабнішими стали навчання REFORGER-88, в ході яких у Німеччині була розгорнута 125-тисячне угруповання військ.
Країнами Варшавського договору з початку 1970-х років також почали проводитися регулярні навчання «Щит» і «Захід».